# Endodrelanva
Endodrelanva is een geslacht van rechtvleugeligen uit de familie krekels (Gryllidae). De wetenschappelijke naam van dit geslacht werd voor het eerst geldig gepubliceerd in 1999 door Gorochov.

## Soorten
Het geslacht omvat de volgende soorten:
- Endodrelanva aliena Gorochov, 2017
- Endodrelanva chopardi Gorochov, 2016
- Endodrelanva jimini Tan & Kamaruddin, 2016
- Endodrelanva macrorachis Gorochov, 2016
- Endodrelanva nympha Tan & Wahab, 2017
- Endodrelanva peculiaris Gorochov, 2016
- Endodrelanva pubescens (Chopard, 1930)
- Endodrelanva siargaoensis Tan, Gorochov, Baroga-Barbecho & Yap, 2019[2]
- Endodrelanva similajau Gorochov, 2017
- Endodrelanva tomentosa (Chopard, 1931)